# Muhammadu Buhari

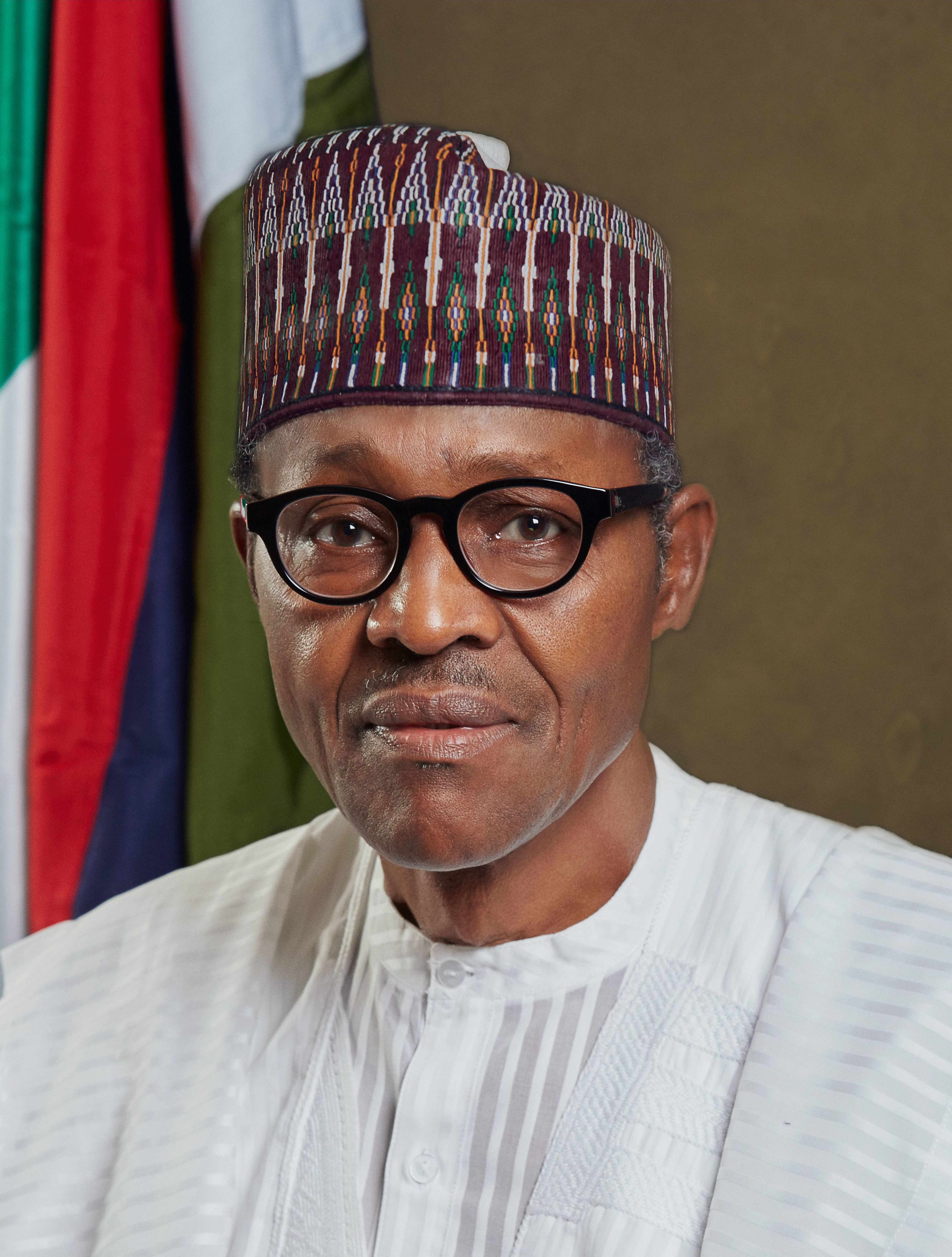
Muhammadu Buhari (2015)

Muhammadu Buhari (* 17. Dezember 1942 in Daura; † 13. Juli 2025 in London) war ein General der nigerianischen Streitkräfte und nigerianischer Politiker. Er war nach einem Militärputsch von 1983 bis 1985 Staatsoberhaupt seines Heimatlandes. Vom Mai 2015 bis Mai 2023 war er der Präsident Nigerias.

## Leben
Buhari wurde im nordnigerianischen Bundesstaat Katsina in eine muslimische Familie geboren. Er war das 13. Kind seiner Mutter. Sein Vater entstammte dem Volk der Fulani, seine Mutter aus dem der Kanuri.
Nach Besuch der Primar- und Sekundarschule in Daura und Kaduna trat er 1962 den nigerianischen Streitkräften bei. 1974–1975 war er Militärgouverneur des Bundesstaates Nordost, anschließend hatte er verschiedene Ministerposten in der Militärregierung von Olusegun Obasanjo inne. Ende 1983 stürzte er den demokratisch gewählten Präsidenten der II. Republik, Shehu Shagari, in einem Militärputsch und verfolgte eine stark nationalistisch geprägte Politik.
Er versuchte, die unter Shagari einsetzende Wirtschaftskrise, die mit dem Ölpreisverfall in Zusammenhang stand, ohne äußere Einmischung durch die Weltbank oder den Internationalen Währungsfonds (IWF) in den Griff zu bekommen. Um die Korruption zu bekämpfen, ließ er eine Kampagne „War Against Indiscipline“ (Krieg gegen Disziplinlosigkeit) ausrufen, die ihn berüchtigt machte, in ökonomischer Hinsicht aber erfolglos blieb. Nach Streitigkeiten innerhalb des Militärs wurde er 1985 durch einen Palastputsch von General Ibrahim Babangida gestürzt und bis 1988 inhaftiert. Im gleichen Jahr trennte er sich von seiner ersten Frau Safinatu Yusuf, mit der er seit 1971 verheiratet gewesen war, und heiratete 1989 Aisha Halilu. Über die Stellung seiner Gattin in der Ehe äußerte er einmal: „Sie gehört in meine Küche, mein Wohnzimmer und das andere Zimmer“. Buhari war Vater von zehn Kindern.
Von Militärdiktator Sani Abacha zum Vorsitzenden des Petroleum Trust Funds ernannt, der Entwicklungsprojekte aus Erdöleinnahmen durchführen sollte, kehrte Buhari in der IV. Republik ab 1999 in die Politik zurück und trat seither bei den Präsidentschaftswahlen von 1999, 2003 und 2007 als Kandidat der All Nigeria People’s Party (ANPP) an. Er erhielt 2003 in weithin umstrittenen Wahlen 32,19 % der Stimmen gegen den 1999 gewählten Olusegun Obasanjo und legte Wahlwiderspruch ein. Im Dezember 2006 wurde Buhari von mehr als 6000 Delegierten der ANPP ohne Wahl als Kandidat für die Präsidentschaftswahlen im April 2007 aufgestellt. Zuvor hatten alle innerparteilichen Konkurrenten aufgegeben. Buharis Vizekandidat war Edwin Ume-Ezeoke.

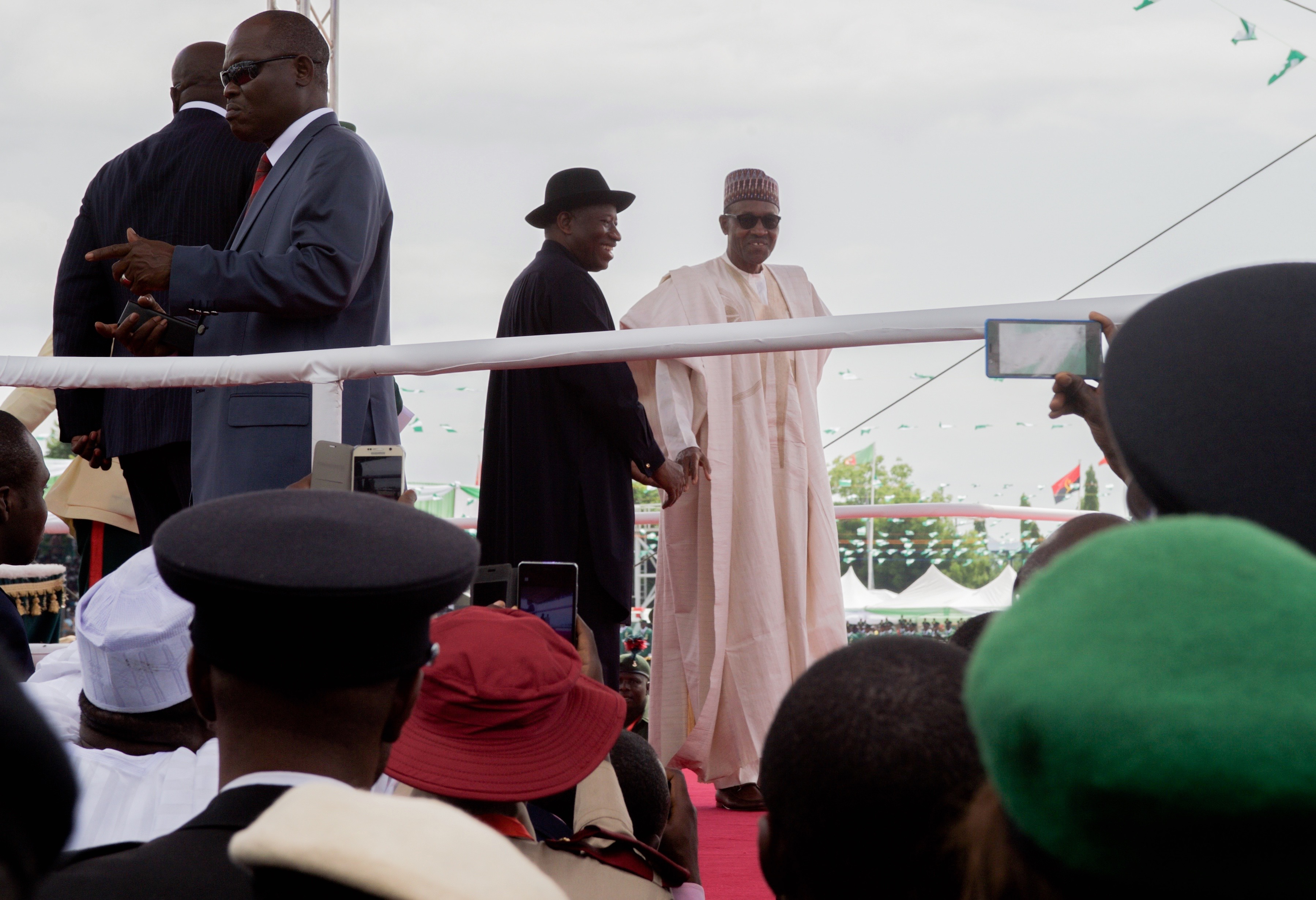
Buhari (r.) bei der Amtsübernahme von seinem Vorgänger Jonathan (l.) (2015)

Im März 2010 verließ er die von ihm mitgegründete ANPP. Auch bei den Präsidentschaftswahlen 2011 erhielt er fast ein Drittel der Stimmen, unterlag jedoch dem amtierenden Präsidenten Goodluck Jonathan. Bei der Präsidentschaftswahl im März 2015 trat er erneut gegen Jonathan an und gewann als Kandidat der Partei All Progressives Congress. Er wurde unterstützt durch seinen Running Mate Yemi Osinbajo. Am 29. Mai 2015 wurden Buhari und Osinbajo in ihrem Amt als Präsident bzw. Vizepräsident vereidigt.
Nach insgesamt 5-monatiger Abwesenheit und einem dreimonatigen Krankenhausaufenthalt in London kehrte Buhari Ende August 2017 nach Nigeria zurück. Seine lange Abwesenheit hatte in Nigeria Gerüchten Vorschub geleistet, nach denen er verstorben oder gar durch einen sudanesischen Doppelgänger ersetzt worden sei.
Am 23. Februar 2019 trat er erneut bei der Präsidentschaftswahl an, die er mit einem Stimmenanteil von 56 % im ersten Wahlgang gewann. Am 29. Mai 2019 wurde er in seine zweite Amtszeit eingeführt. Nach dem Ausbruch der COVID-19-Pandemie in Nigeria richtete Buhari eine präsidiale Task Force zur Bekämpfung des Virus im Land ein.
Im Juni 2022 gewann Bola Tinubu die Präsidentschaftsvorwahlen des regierenden All Progressive Congress mit 1.271 Stimmen vor Vizepräsident Yemi Osinbajo und Rotimi Amaechi, die 235 bzw. 316 Stimmen erhielten. Am 1. März 2023 erklärte die unabhängige Wahlkommission INEC Tinubu zum Sieger der Präsidentschaftswahlen 2023 der am 25. Februar 2023 stattgefundenen Wahl. Die Vereidigung Tinubus fand am 29. Mai desselben Jahres statt.
Unmittelbar nach der Übergabezeremonie verließ Buhari Abuja und kehrte gemäß der Tradition früherer Staatsoberhäupter und Präsidenten in seinen Heimatstaat Katsina zurück, wo er von staatlichen und traditionellen Würdenträgern empfangen wurde, bevor er sich offenbar auf seine Farm und seinen Familiensitz in Daura zurückzog.
Er starb am 13. Juli 2025 im Alter von 82 nach längerer Krankheit in einem Londoner Krankenhaus.